# La Drôlesse
La Drôlesse je francouzský dramatický film z roku 1979, který režíroval Jacques Doillon.

## Děj
Dospívající Madeleine žije sama s matkou v malé vesnici. Matka ji často bije. Jednoho dne se matka potká se 17letým Françoisem. Ten je nezaměstnaný, nemá školní vzdělání a žije v polorozpadlé stodole na farmě své matky a jejího nového manžela. François si vydělává trochu peněz prodejem papíru a sběrem hub. Matka mu řekne, že její dcera má vyrážku a pořád se škrábe. François reaguje, že ji dokáže vyléčit.
Další den François přepadne Madeleine na cestě ze školy a odveze ji stodoly. Začne jí léčit vyrážku. Madeleine se nejprve bojí, ale později si k Françoisovi vypěstuje náklonnost.
Postupem času se Madeleine stává dominantnější, zvláště když François sám neví, co s ní dělat. Po čase mu řekne, že s ním chce  mít dítě, ale šokovaný François jí dá jasně najevo, že je příliš mladá. Když vyrážka na krku Madeleine zmizí, François ji vezme zpět k matce. François nezaplatil poplatky za svůj moped, takže musí na 20 dní do vězení, protože nemá peníze.

## Obsazení
| Claude Hébert        | François               |
| Madeleine Desdevises | Madeleine              |
| Paulette Lahaye      | její matka             |
| Juliette Le Cauchoix | matka Françoise        |
| Fernand Decaean      | otčím Françoise        |
| Dominique Besnehard  | učitel                 |
| Odette Maestrini     | prodavačka             |
| Ginette Mazure       | fotografka             |
| Denise Garnier       | sekeŕetářka na radnici |
| Norbert Delozier     | švagr Françoise        |
| Janine Huet          | sestra Françoise       |
| Marie Sanson         | stará žena z Cailloux  |
| Edouard Besnehard    | prodavač               |
| Henriette Adam       | žena                   |
| Jean Brunelière      | soudce                 |
| Jacques Thieulle     | žalobce                |
| Christian Bouillette | četník                 |

## Ocenění
Film byl na filmovém festivalu v Cannes v hlavní soutěži o Zlatou palmu. Jacques Doillon získal za film v Cannes Prix du jeune cinéma. Film získal dvě nominace na Césara: Jacques Doillon byl nominován na cenu v kategorii nejlepší režie a za nejlepší scénář.